# Teatrul nostru
Teatrul nostru este o operă literară scrisă de Ion Luca Caragiale. 